# Martin-pêcheur à poitrine bleue
Ceyx cyanopectus
Espèce
Statut de conservation UICN

 LC  : Préoccupation mineure
Synonymes
- Ceyx cyanopecta
- Alcyone cyanipectus
- Alcedo cyanopecta
- Alcedo cyanopectus

Le Martin-pêcheur à poitrine bleue (Ceyx cyanopectus) est une espèce d'oiseaux de la famille des Alcedinidae, endémique des Philippines.
D'après la classification de référence (version 5.2, 2015) du Congrès ornithologique international, cette espèce est constituée des sous-espèces suivantes :
- Ceyx cyanopectus cyanopectus Lafresnaye, 1840
- Ceyx cyanopectus nigrirostris Bourns & Worcester, 1894